# يوسف الشيخ
يوسف محمد يوسف أحمد الشيخ (ولد في 29 أكتوبر 2000 في المحرق، البحرين) لاعب كرة قدم بحريني يجيد اللعب في مركز الوسط الأيسر. يلعب حاليا لصالح البحرين البحريني منذ 2022.